# Amare le differenze
Amare le differenze è l'EP, di debutto solista, della cantante italo-algerina Karima, pubblicato dalla casa discografica Sony Music il 20 febbraio 2009. L'EP debutta nella Classifica FIMI Album alla 24ª posizione, sale alla 9ª la settimana successiva e continua a mantenersi in ottime posizioni per altre 15 settimane.

## Descrizione
L'EP viene pubblicato in occasione della partecipazione di Karima al festival di Sanremo 2009, dove ha presentato nella categoria Nuove Proposte il brano Come in ogni ora, presente nel disco in doppia versione: una interpretata da Karima, e l'altra in duetto con Mario Biondi. Il brano viene estratto come primo singolo e a fine maggio 2009 viene pubblicato il secondo singolo, Come le foglie d'autunno che viene scelto dalla Citroën per uno spot pubblicitario.

## Tracce
1. Come in ogni ora – 5:09 (testo: Karima e M. Menicagli – musica: Piero Frassi)
2. Ho bisogno di me (feat. Michael Baker) – 3:37 (Enzo Avitabile)
3. Come le foglie d'autunno – 3:54 (Enzo Avitabile)
4. Un domani per noi due – 4:23 (testo: Steven Sater – musica: Burt Bacharach)
5. Riflessi – 3:54 (testo: Karima e M. Lombardi – musica: Piero Frassi)
6. Come in ogni ora (feat. Mario Biondi) – 5:09 (Diego Calvetti, Marco Ciappelli, Alessandra Flora)

## Classifiche
| Classifica (2009) | Posizione massima |
| ----------------- | ----------------- |
| Italia            | 9                 |